# Бережний Павло Спиридонович
Павло Спиридонович Бережний (1897, село Бандурівка, тепер Олександрійського району Кіровоградської області — 14 липня 1969, місто Київ) — український радянський профспілковий діяч, голова ЦК профспілки робітників чорної металургії Півдня, начальник Управління трудових резервів при РНК Української РСР. Кандидат у члени ЦК КП(б)У в травні 1940 — січні 1949 р.

## Життєпис
Трудову діяльність розпочав із сімнадцятирічного віку: працював підручним слюсаря, робітником у металургійній промисловості.
Член ВКП(б) з 1927 року.
Перебував на відповідальній профспілковій роботі.
У 1937—1941 роках — голова ЦК профспілки робітників чорної металургії Півдня у місті Дніпропетровську.
У грудні 1941 — березні 1943 року — начальник Челябінського обласного управління трудових резервів РРФСР.
У жовтні 1943 — вересні 1944 року — начальник Управління трудових резервів при Раді народних комісарів Української РСР. 
Потім протягом 17 років працював начальником Київського міжобласного управління професійно-технічної освіти.
Потім — персональний пенсіонер у місті Києві.

## Нагороди
- орден Трудового Червоного Прапора (18.05.1942)
- орден «Знак Пошани»
- медалі